# BlackBerry Bold 9700
BlackBerry Bold 9700 (nume de cod Onyx) este un smartphone dezvoltat de compania de telecomunicații BlackBerry, cunoscut anterior ca Research in Motion (RIM). A fost anunțat la 21 octombrie 2009.
Pe partea dreaptă se află un rocker de volum și butonul declanșator al camerei foto. În partea stângă este o mufă audio de 3.5 mm pentru căști, portul micro-USB și conexiunea de date și tasta de acces rapid programabilă.
Slotul de card microSD se află în compartimentul bateriei.
Bold 9700 are un procesor tactat la 624 Mhz și dispune de memorie internă de 256 MB.
Ecranul LCD are diagonala de 2.44 țoli cu rezoluția de 480 x 360 pixeli cu 245 ppi. 
Sub ecran se găsește tastatura QWERTY cu 55 de taste. 
Camera are 3.2 megapixeli care este însoțit de un bliț LED, zoom digital de 2x, permite autofocalizarea și înregistrarea video.
Player-ul multimedia suportă formatele audio MP3, WMA, WMA Pro Plus, AAC, AAC+ și eAAC+ și formatele video MPEG 4, H.264 și WMV. 
Smartphone-ul poate sincroniza datele cu BlackBerry Enterprise Server (BES) care oferă suport pentru Microsoft Exchange, IBM Lotus Domino sau Novell GroupWise.
BlackBerry Internet Services oferă acces până la 10 conturi personal/afaceri POP3 de e-mail POP3 sau IMAP4.
Are un vizualizator pentru Microsoft Word, Excel, PowerPoint, Corel WordPerfect, PDF, JPEG, GIF și altele. 
Are preinstalat clienți de mesagerie instant pentru AIM, Google Talk, ICQ, Yahoo, Windows Live și BlackBerry Messenger.
Bateria are 1500 mAh Litiu-Ion care oferă un timp de convorbire de până la 6 ore și până la 17 zile de standby.